# Římskokatolická farnost Komořany
Římskokatolická farnost Komořany je územní společenství římských katolíků v Komořanech v okrese Vyškov, s farním kostelem sv. Barbory.

## Historie
Kostel v Komořanech stál již ve 14. století. Ve druhé polovině 16. století byl zvětšen a nově zaklenutý presbytář. Současná novogotická podoba pochází z roku 1804.

## Duchovní správci
Administrátorem excurrendo byl od ledna 2007 R. D. Michael Macek. S platností od srpna 2018 byl ve farnosti ustanoven administrátorem excurrendo R. D. ICLic. Mgr. František Nechvátal.

## Bohoslužby
| Kostel      | Místo    | Bohoslužba (den) | Hodina     | Poznámka     |
| ----------- | -------- | ---------------- | ---------- | ------------ |
| sv. Barbory | Komořany | neděle čtvrtek   | 9.30 18.00 | farní kostel |

## Aktivity ve farnosti
Dnem vzájemných modliteb farností za bohoslovce a bohoslovců za farnosti brněnské diecéze je 22. září. Adorační den připadá na poslední neděli v lednu.
Ve farnosti se pravidelně pořádá tříkrálová sbírka. V roce 2014 se při ní vybralo 14 347 korun, o rok později 15 807 korun. V roce 2016 se při sbírce vybralo 15 971 korun. 
Od roku 2003 do roku 2018 vycházel jednou ročně (před Vánocemi) společný zpravodaj pro farnosti Rousínov, Královopolské Vážany a Komořany.
V letech 2006-2010 proběhla rekonstrukce zchátralé fary, kostela. Objekt bývalé fary je nyní využíván jako knihovna a obecní úřad..